# The Gamesters
The Gamesters er en amerikansk stumfilm fra 1920 af George L. Cox.

## Medvirkende
- Margarita Fischer som Rose
- Hayward Mack som Jim Welch
- Lee Shumway som Marshall Andrews
- P. Dempsey Tabler som Brad Bascom
- Evans Kirk som Paul Rosson
- Joseph Bennett som Harvey Blythe